# Gerard Vandeplas
Gerard Vandeplas, né le 25 février 2006 à Hoegaarden en Belgique, est un footballeur belge qui joue au poste d'attaquant au Royal Antwerp FC.

## Biographie

### En club
Gerard Vandeplas est passé par Louvain, Genk, Saint-Trond avant d'intégrer le centre de formation de l'Antwerp à l'été 2022.
S'illustrant d'abord avec l'équipe réserve de l'Antwerp lors de la saison 2022-23, Vandeplas fait ses débuts professionnels avec le Royal Antwerp le 5 mars 2023, remplaçant Gyrano Kerk lors de la victoire 5-0 en Championnat contre le KV Malines,,. Il signe son premier contrat professionnel peu de temps après,.
Vandeplas prend ainsi part au titre des siens lors de la  saison 2022-23. Ils sont sacrés champions le 30 mai 2023, pour la 23e fois de leur histoire,.

### En sélections nationales
Gerard Vandeplas est international belge en équipes de jeunes, ayant notamment joué avec les moins de 16 ans, avec lesquels il compte 9 sélections lors de la saison 2021-22.

## Statistiques

### En club
| Saison                | Club                  | Championnat           | Championnat | Championnat | Championnat | Coupe(s) nationale(s) | Coupe(s) nationale(s) | Coupe(s) nationale(s) | Compétition(s) continentale(s) | Compétition(s) continentale(s) | Compétition(s) continentale(s) | Compétition(s) continentale(s) | Autres compétitions | Autres compétitions | Autres compétitions | Autres compétitions | Total | Total | Total |
| Saison                | Club                  | Division              | M.          | B.          | P.d.        | M.                    | B.                    | P.d.                  | Comp.                          | M.                             | B.                             | P.d.                           | Comp.               | M.                  | B.                  | P.d.                | M.    | B.    | P.d.  |
| 2022-2023             | Young Reds            | Nationale 1           | 11          | 1           | 0           | -                     | -                     | -                     | -                              | -                              | -                              | -                              | -                   | -                   | -                   | -                   | 11    | 1     | 0     |
| 2023-2024             | Young Reds            | Nationale 1           | 18          | 2           | 0           | -                     | -                     | -                     | -                              | -                              | -                              | -                              | -                   | -                   | -                   | -                   | 18    | 2     | 0     |
| 2024-2025             | Young Reds            | Nationale 1           | 17          | 4           | 0           | -                     | -                     | -                     | -                              | -                              | -                              | -                              | -                   | -                   | -                   | -                   | 17    | 4     | 0     |
| Sous-total            | Sous-total            | Sous-total            | 46          | 7           | 0           | -                     | -                     | -                     | -                              | -                              | -                              | -                              | -                   | -                   | -                   | -                   | 46    | 7     | 0     |
| 2022-2023             | Royal Antwerp FC      | Division 1A           | 1           | 0           | 0           | -                     | -                     | -                     | C4                             | -                              | -                              | -                              | PO1                 | -                   | -                   | -                   | 1     | 0     | 0     |
| 2024-2025             | Royal Antwerp FC      | Division 1A           | 5           | 0           | 0           | 2                     | 0                     | 0                     | -                              | -                              | -                              | -                              | PO1+BE              | -                   | -                   | -                   | 7     | 0     | 0     |
| Sous-total            | Sous-total            | Sous-total            | 6           | 0           | 0           | 2                     | 0                     | 0                     | -                              | -                              | -                              | -                              | -                   | -                   | -                   | -                   | 8     | 0     | 0     |
| Total sur la carrière | Total sur la carrière | Total sur la carrière | 52          | 7           | 0           | 2                     | 0                     | 0                     | -                              | -                              | -                              | -                              | -                   | -                   | -                   | -                   | 54    | 7     | 0     |

## Palmarès

### En club
|  |  | Royal Antwerp FC - Championnat de Belgique (1) - Champion : 2023. |